# Биофилия
Биофили́я (от др.-греч. βίος — «жизнь» и φιλία — «любовь») — свойство личности, ориентированное на любовь к живому и на созидание (биофильный характер). Представления о биофилии впервые были изложены Эрихом Фроммом в работе «Душа человека» (1964), а затем в «Анатомии человеческой деструктивности» (1973). Противоположное понятие — некрофилия. Самые крайние формы некрофилии по Фромму проявляются в виде стремления к тотальному разрушению и являются психической патологией. Биофилия, же, как противоположность выражается в стремлении к созиданию и любви к жизни и ко всему живому.
Биофилия — не отдельная характеристика человека, а внутреннее тотальное ориентирование, определяющее его образ мышления и действия. У большинства людей наблюдается смешение некрофильной и биофильной тенденций. Одним из условий, необходимых для развития биофилии, являются тёплые и основанные на любви контакты в детстве с другими людьми.
Человек с установкой на биофилию больше ориентирован на бытие, чем на обладание. Он стремится к новому, а не поддержке или реставрированию старого. Биофил стремится творить и проявлять себя в жизни умом и любовью, а не силой или разрушительностью.
Этика биофилов имеет следующие критерии добра и зла:

«Добро — это всё то, что служит жизни; зло — всё то, что служит смерти. Поклонение жизни — это хорошо».
Оригинальный текст (нем.)Gut ist alles, was dem Leben dient; böse ist alles, was dem Tod dient. Gut ist die Ehrfurcht vor dem Leben.
— Э. Фромм. «Анатомия человеческой деструктивности»
Термин был популяризован Э. О. Уилсоном, основателем социобиологии. «Биофилия» — название его книги 1984 года, неоднократно переиздаваемой. Уилсон определял биофилию как «врождённое стремление сосредоточиваться на жизненных и напоминающих жизненные процессах».